# جودي دينش
السيدة جوديث اوليفيا دينش جودي دينش (بالإنجليزية: Judi Dench)‏ (ولدت في 9 ديسمبر 1934)، هي ممثلة بريطانية حاصلة على جائزة الأوسكار كأحسن ممثلة مساعدة في مارس 1998 عن فيلم شكسبير عاشقا، بالإضافة إلى إنها حائزة على جائزتي غولدن غلوب وإحدى عشرة جائزة من جوائز بافتا، منحتها الملكة إليزابيث الثانية لقب السيدة(DBE) من منظومة الإمبراطورية البريطانية عام 2003 م، شاركت في العديد من الأفلام منها غرفة مع منظر وشكسبير عاشقا وشوكولا وفيلومينا.

## حياتها الشخصية
تقيم دينش في آوتوود، سوري منذ زمن بعيد. وهي متزوجة من الممثل البريطاني الراحل مايكل ويليامز. وقد عُقد قرانهما في 5 شباط عام 1971. ورُزقا بطفلة وحيدة عُرفت في الوسط المهني باسم فنتي ويليامز (ولدت في 24 أيلول عام 1971 باسم تارا كريسيدا فرانسيس ويليامز)، ولدى دينش حفيدة وحيدة أيضًا. تعدّدت مرات ظهور دينش مع زوجها في الأعمال الإنتاجية مثل كوميديا الموقف «بوب لاربي» الذي عُرض على التلفزيون البريطاني، وأيضًا في عمل «إيه فاين رومانس» في عامي (1981-1984). توفي مايكل ويليامز إثر إصابته بسرطان الرئة عام 2001 عن عمر يناهز 65 عامًا.
ارتبطت دينش بعلاقة غرامية مع ديفيد ميلز عام 2010. وفي مقابلة لها مع مجلة «ذا تايمز» عام 2014 صرّحت بأنها لم تتوقع يومًا أن تقع في الحب مرة ثانية بعد وفاة زوجها بقولها: «لم أكن على أقل استعداد للحب. لكنه أتى تدريجيًا وبشكل ناضج.. إنه أمر رائع للغاية».
عانت دينش في بدايات 2012 من التنكس البقعي، إذ كانت إحدى عينيها «جافة» والأخرى «رطبة» وعولج المرض بحقن في العين. احتاجت عندها لمن يقرأ لها النصوص والسيناريوهات. وخضعت أيضًا لعملية في ركبتها عام 2013 لكنها صرّحت بأنها تعافت تمامًا وقالت: «هذا ليس مشكلة بالنسبة لي».
انتقدت دينش تحامل صناعة الأفلام على الممثلات الأكبر سنًا. إذ صرّحت عام 2014: «أرهقتني ردودهم بأني أكبر سنًا من أن أجرب القيام بشيء جديد. عليّ أن أقرر بنفسي ما لا يمكنني أن أفعله لا أن يُملى عليّ أنني سأنسى دوري أو أنني سأتعثر وأقع في موقع التصوير». وأكملت: «ما العمر إلا رقم مفروض عليك.. أشعر بصغر سؤال الناس عما إذا كنت سأتقاعد أو عما إذا حان موعد أخذ استراحة أو كم عمري!».
تحدثت دينش عام 2013 عن معتقداتها الدينية، فهي مُنتسبة لجمعية الأصدقاء الدينية (الكواكر) وتقول: «إن انتمائي يفصح عن كل ما أقوم به.. ولا يمكنني العيش بدونه».

### التكريم والأعمال الخيرية
كُرّمت دينش في ذكرى ميلاد الملكة 1970 وتقلّدت رتبة الإمبراطورية البريطانية (أو بي إي)، وسيدة الإمبراطورية البريطانية (دي بي إي) خلال حفل التكريم عام 1988. قُلدت أيضًا وسام رفقاء الشرف (سي إتش)  في ذكرى ميلاد الملكة عام 2005. وانطلاقًا من ذلك، أصبحت رفيقة لجمعية الأفلام البريطانية.
ترأست دينش مؤسسة الخريجين لدار درارنا في لندن.
في سيرة حياتها، كتب جون ميلر أن دينش ترأست ما يزيد عن 180 جمعية خيرية في أواخر التسعينات، وقد عُني العديد من هذه الجمعيات إما بالمسرح أو بالأمراض مثل يورك أغينست كانسر. وقد ترأست دينش أيضًا ذا ليفنر، وفريندز سكول سافرون والدن وذا أركواي ثياتر وهورلي  وسوري وون بلس ون ماريج آند بارتنرشيب ريسرش لندن. عُينّت رئيسة ماونتفيو أكاديمي أوف ثياتر آرتس في لندن عام 2006 أيضًا. خلفًا للسير جون ميلر، وأيضًا رئيسة لمسرح كويستورس في إيلنج. في مايو عام 2006، أصبحت عضوًا فخريًا في الجمعية الملكية للفنون (إف آر إس إيه). تزعمت أيضًا أوفينغدين هول سكول، وهي كلية خاصة معنية بالصُّم ومن يعانون من مشاكل السمع في برايتون، التي أُغلقت عام 2010، وتقلّدت أيضًا منصب نائب المدير في ذا ليتل فاونديشن. وتُعتبر السيدة جودي دينش نائبة مدير نشيطة ومتمرسة في الجمعية الوطنية الخيرية لذوي الحاجات الخاصة.
حصلت دينش أيضًا على لقب عضو فخري في جامعة لوسي كافنديش في كامبريدج. وحازت عام 1966 على الدكتوراه الفخرية من جامعة سري وفي 2000-2001 حازت أيضًا على درجة الدكتوراه العالية من جامعة دُرم. في 24 مايو 2008، تلقت تكريمًا من جامعة سانت أندروز وحصلت على درجة الدكتوراه الفخرية خلال حفل التخرج. في 26 مايو 2013 تلقت تكريمًا آخر من جامعة ستيرلنغ وحازت على شهادة دكتوراه فخرية في حفل التخرج تقديرًا لمساهماتها العظيمة في الفن وخاصة في مجال السينما.
في مارس 2013، أُدرِجَ اسم دينش ضمن لائحة الممثلات الخمسين الأكثر أناقة ممن تجاوزن الخمسين سنة في صحيفة الغارديان. باعتبارها واحدة من الممثلات الأعلى شأنًا في ثقافة بريطانيا، أُدرج اسمها أيضًا على لائحة ديبرت للشخصيات البريطانية الأقوى نفوذًا عام 2017.

## الترشيحات والجوائز

### الأوسكار
- أفضل ممثلة عن دورها في Mrs. Brown عام 1998.
- أفضل ممثلة مساعدة عن دورها في Shakespeare in Love عام 1999 . (فازت بها)
- أفضل ممثلة مساعدة عن دورها في Chocolat عام 2001 .
- أفضل ممثلة عن دورها في Iris عام 2002 .
- أفضل ممثلة عن دورها في Mrs Henderson Presents عام 2006 .
- أفضل ممثلة عن دورها في Notes on a Scandal عام 2007 .
- أفضل ممثلة عن دورها في Philomena عام 2014 .

## وصلات خارجية
- جودي دينش على موقع IMDb (الإنجليزية)
- جودي دينش على موقع الموسوعة البريطانية (الإنجليزية)
- جودي دينش على موقع روتن توميتوز (الإنجليزية)
- جودي دينش على موقع مونزينجر (الألمانية)
- جودي دينش على موقع ألو سيني (الفرنسية)
- جودي دينش على موقع ميوزك برينز (الإنجليزية)
- جودي دينش على موقع تيرنر كلاسيك موفيز (الإنجليزية)
- جودي دينش على موقع أول موفي (الإنجليزية)
- جودي دينش على موقع بوكس أوفيس موجو (الإنجليزية)
- جودي دينش على موقع قاعدة بيانات برودواي على الإنترنت (الإنجليزية)
- Judi Dench Biography
- Judi Dench at the Royal Shakespeare Company performance database
- As Time Goes By Central website
- Judi Dench on Acting Regal
- University of Bristol Theatre Collection, جامعة بريستول
- The Company: A Biographical Dictionary of the RSC: Online database نسخة محفوظة 22 مايو 2020 على موقع واي باك مشين.
- Dame Judi Dench at Emmys.com